# Ane Lone Bagger
Ane Lone Bagger (født 1966) er en grønlandsk politiker (Siumut).

## Liv
Efter at have afsluttet skolen gik Ane Lone fra 1987 til 1988 på jern- og metalskolen i Aalborg. Fra 1988 til 1991 uddannede hun sig til flymekaniker hos Grønlandsfly, hvilket hun arbejdede som indtil 1993. Efterfølgende arbejdede hun 1 år som flyveleder, før hun blev stewardesse og samtidig uddannede sig til trafikassistent, hvilket hun arbejdede som fra 1996 til 2006. Fra 2007 til 2016 var hun forsikringsmægler.
Ane Lone Bagger påbegyndte sin politiske karriere i 2008, da hun som eneste repræsentant for Demokraatit blev valgt ind i rådet i den nye Qaasuitsup Kommunia. Hun stillede op til Folketingsvalg 2011, men fik færrest stemmer af alle kandidaterne. Ved kommunalvalget i 2008 kunne hun ikke længere indgå i kommunerådet for Demokraatit, selvom hun på landsplan modtog flest stemmer af alle Demokraatit-kandidater. Ved kommunalvalget i 2017 stillede hun op for Siumut og blev valgt ind i rådet for den nye Avannaata Kommunia. I oktober 2018 blev hun udnævnt til uddannelses-, kultur-, kirke- og udenrigsminister i Landsstzret Kim Kielsen IV og bestrider stadig denne post i Landsstyret Kim Kielsen V. Den 22. november 2019 blev hun af Vittus Qujaukitsoq tildelt ansvaret for Det Nordiske Samarbejde, der dog faldt under hendes Udenrigsministerium.
Sammen med sin mand Frank Bagger har hun tvillinger.